# Număr fericit
Numerele fericite sunt numerele naturale care au proprietatea: prin însumarea iterativă a pătratelor cifrelor lor, se ajunge în cele din urmă la 1.
De exemplu: 23 e număr fericit, deoarece 2²+3²=4+9=13, 1²+3²=1+9=10, 1²+0²=1+0=1.
Numerele la care acest tip de calcul duce la un rezultat diferit de 1 se numesc numere nefericite.
Numere fericite până la 500: 1, 7, 10, 13, 19, 23, 28, 31, 32, 44, 49, 68, 70, 79, 82, 86, 91, 94, 97, 100, 103, 109, 129, 130, 133, 139, 167, 176, 188, 190, 192, 193, 203, 208, 219, 226, 230, 236, 239, 262, 263, 280, 291, 293, 301, 302, 310, 313, 319, 320, 326, 329, 331, 338, 356, 362, 365, 367, 368, 376, 379, 383, 386, 391, 392, 397, 404, 409, 440, 446, 464, 469, 478, 487, 490, 496.
Un număr b-fericit este un număr fericit în baza b. Singurele baze de numerație mai mici decât 5×108 în care toate numerele sunt fericite sunt baza 2 și baza 4.
Un număr prim b-fericit  este un număr fericit în baza b care este și prim.